# Pukaskwa nationalpark
Pukaskwa nationalpark är en nationalpark i Ontario i Kanada, belägen längs den norra stranden av Övre sjön, söder om staden Marathon. Pukaskwa inrättades officiellt som nationalpark år 1978 och omfattar en yta av 1 878 kvadratkilometer. 

## Historia
I Pukaskwa nationalpark finns spår som tyder på att människor har bott i området under en lång tid, särskilt längs Övre sjöns stränder. Mest kända är de så kallade Pukaskwa Pits, en märklig samling gropar i marken i närheten av en av parkens större floder (Pukaskwa River) med hittills okänt syfte. 
När de första européerna nådde Övre sjön, som den franske upptäcktsresanden Étienne Brûlé år 1618, beboddes området redan av ojibwa (anishinaabe). Efter de första upptäcktsresandenas beskrivningar av områdets naturtillgångar följde missionärer, handelsmän och gruvarbetare. 
På 1880-talet anlades en ny järnväg norr om Övre sjön och omkring det följande sekelskiftet började kommersiell skogsavverkning bedrivas i området. Även pälshandel var vid sidan om skogen och gruvorna en av de viktigare tidiga näringarna i trakten.

## Geografi
Berggrunden i området där Pukaskwa nationalpark ligger är en del av den kanadensiska skölden och naturen i parken består förutom kusttrakterna till Övre sjön av ett ganska så oländigt landskap bevuxet med boreal skog. Floder och vattenfall utgör också noterbara inslag. Det högsta bergstoppen i parken är Tip Top Mountain.

## Fauna och flora
I Pukaskwa nationalpark har det bedrivits forskning på interaktionen mellan älg, varg och skogslevande caribou (nordamerikansk ren). Cariboun har funnits i området sedan slutet på den senaste istiden, för omkring 10 000 år sedan, men har på senare tid blivit allt sällsyntare i området och även försvunnit från delar av sitt tidigare utbredningsområde. Dess tillbakagång anses bland annat bero på skogsavverkning. Älgen har istället, med skogsbruket som en bidragande faktor, ökat sitt antal, vilket även lockat fler vargar till området.